# Corrado Segre
Corrado Segre   (Saluzzo, 20 d'agost de 1863 - Torí, 18 de maig de 1924) va ser un matemàtic italià que va ser un dels creadors de l'escola italiana de geometria algebraica.

## Vida i obra
Fill d'una família jueva benestant, Segre va fer els estudis secundaris al Istituto Tecnico Sommeiller de Torí, on va tenir com a professor de matemàtiques Giuseppe Bruno. El 1879, contra l'opinió del seu pare que volia que fos enginyer, va començar els estudis universitaris de matemàtiques a la universitat de Torí en la qual es va doctorar el 1883 amb una tesi, dirigida per Enrico D'Ovidio, en la que proposava estudiar la geometria projectiva hiperespacial basant-se en l'àlgebra lineal.
Els anys següents va ser assistent de D'Ovidio, fins que el 1888 va obtenir per oposició la càtedra de geometria avançada de la universitat de Torí, càrrec que va mantenir fins a la seva mort el 1924. A part de la seva tasca de catedràtic, va donar classes a la Scuola di Magisterio de la qual va ser el director des de 1916. També va ser degà de la facultat de ciències els períodes 1909-1910 i 1915-1916 i director de la biblioteca de matemàtiques des del 1907.
Els anys més productius de les seves recerques en geometria algebraica van ser entre 1891 i 1912. Des del començament d'aquesta època, ja va destacar que el seu mètode, al contrari dels de Riemann i de Brill-Noether, serà purament geomètric, iniciant així una tradició que esdevindrà l'escola de geometria algebraica italiana. Els seus manuscrits, conservats a la biblioteca de la universitat de Torí, ofereixen un viu testimoni del naixement d'aquesta escola i dels seus contactes internacionals.
A partir de 1886, va ser el difusor a Itàlia del programa d'Erlangen que Felix Klein havia establert el 1879 i que Segre va ordenar traduir a l'italià. De totes maneres, Segre es va separar del seu punt de vista estrictament projectiu, per passar a analitzar les propietats invariants sota transformacions biracionals.
Segre va destacar, a més, pel seu paper de mestre, docent i impulsor de les carreres de molts joves matemàtics, estimulant-los a no ser esclaus del mètode, a no especialitzar-se excessivament, a mantenir contactes internacionals, etc.